# Línea Valladolid-Viana del Transporte Metropolitano de Valladolid
La conexión Valladolid-Laguna de Duero-Boecillo-Viana de Cega de la red del Transporte Metropolitano de Valladolid es un servicio de autobuses interurbanos que cuenta con circulaciones diurna, de lunes a viernes, y, en sábados y festivos, nocturna. Es operada por ECSA (Empresa Cabrero) como parte de la concesión VACL-057 de la Junta de Castilla y León.
Viana de Cega también dispone de servicio ferroviario con Valladolid, prestado por Renfe.

## Servicio diurno
El recorrido diurno entre Viana de Cega y Valladolid se presta de lunes a viernes laborables con parada en los núcleos urbanos de Laguna de Duero, Boecillo y Viana de Cega y en las urbanizaciones El Peregrino, Pago del Nogal, Pago de la Barca y Bosque Real.

### Horario
Las siguientes tablas resumen las expediciones que dan servicio a cada parada de la línea:
| Horas aproximadas de salida hacia Viana | Horas aproximadas de salida hacia Viana | Horas aproximadas de salida hacia Viana | Horas aproximadas de salida hacia Viana | Horas aproximadas de salida hacia Viana | Horas aproximadas de salida hacia Viana | Horas aproximadas de salida hacia Viana | Horas aproximadas de salida hacia Viana | Horas aproximadas de salida hacia Viana | Horas aproximadas de salida hacia Viana |
| Valladolid                              | Valladolid                              | Valladolid                              | Laguna de Duero (todas)                 | Bosque Real                             | Pago de la Barca                        | Boecillo (todas)                        | Pago del Nogal                          | El Peregrino                            | Viana (todas)                           |
| Filipinos                               | Transición                              | Col. San Agustín                        | Laguna de Duero (todas)                 | Bosque Real                             | Pago de la Barca                        | Boecillo (todas)                        | Pago del Nogal                          | El Peregrino                            | Viana (todas)                           |
| --------------------------------------- | --------------------------------------- | --------------------------------------- | --------------------------------------- | --------------------------------------- | --------------------------------------- | --------------------------------------- | --------------------------------------- | --------------------------------------- | --------------------------------------- |
| 9:30                                    | 9:33                                    | 9:33                                    | 9:40                                    | 9:42                                    | >>                                      | 9:45                                    | 9:50                                    | 9:51                                    | 10:00                                   |
| >>                                      | >>                                      | >>                                      | 11:15*                                  | >>                                      | 11:23*                                  | 11:28*                                  | 11:32*                                  | 11:33*                                  | 11:42*                                  |
| 13:00                                   | 13:03                                   | 13:03                                   | 13:10                                   | 13:12                                   | >>                                      | 13:15                                   | 13:20                                   | 13:21                                   | 13:25                                   |
| 15:30                                   | 15:33                                   | 15:35                                   | 15:40                                   | 15:42                                   | >>                                      | 15:45                                   | 15:50                                   | 15:51                                   | 16:00                                   |
| 19:00                                   | 19:03                                   | 19:03                                   | 19:10                                   | 19:12                                   | >>                                      | 19:15                                   | 19:20                                   | 19:21                                   | 19:30                                   |

- El servicio de las 11:15* desde Laguna de Duero no circula los lunes.

| Horas aproximadas de salida hacia Valladolid / Laguna | Horas aproximadas de salida hacia Valladolid / Laguna | Horas aproximadas de salida hacia Valladolid / Laguna | Horas aproximadas de salida hacia Valladolid / Laguna | Horas aproximadas de salida hacia Valladolid / Laguna | Horas aproximadas de salida hacia Valladolid / Laguna | Horas aproximadas de salida hacia Valladolid / Laguna | Horas aproximadas de salida hacia Valladolid / Laguna |
| Viana de Cega (todas)                                 | El Peregrino                                          | Pago del Nogal                                        | Boecillo (todas)                                      | Pago de la Barca                                      | Bosque Real                                           | Laguna de Duero (todas)                               | Valladolid (todas)                                    |
| ----------------------------------------------------- | ----------------------------------------------------- | ----------------------------------------------------- | ----------------------------------------------------- | ----------------------------------------------------- | ----------------------------------------------------- | ----------------------------------------------------- | ----------------------------------------------------- |
| 7:00*                                                 | 7:09*                                                 | >>                                                    | >>                                                    | >>                                                    | 7:13*                                                 | 7:15*                                                 | 7:25*                                                 |
| 8:00                                                  | 8:09                                                  | 8:10                                                  | >>                                                    | >>                                                    | 8:13                                                  | 8:15                                                  | 8:25                                                  |
| 9:00                                                  | 9:09                                                  | 9:10                                                  | >>                                                    | >>                                                    | 9:13                                                  | 9:15                                                  | 9:25                                                  |
| 10:00                                                 | 10:09                                                 | 10:10                                                 | 10:15                                                 | >>                                                    | 10:17                                                 | 10:20                                                 | 10:30                                                 |
| 11:45*                                                | 11:55*                                                | 11:55*                                                | 11:58*                                                | 12:05*                                                | >>                                                    | 12:10*                                                | >>                                                    |
| 13:30                                                 | 13:39                                                 | 13:40                                                 | 13:45                                                 | >>                                                    | 13:47                                                 | 13:50                                                 | 13:55                                                 |
| 16:00                                                 | 16:09                                                 | 16:10                                                 | 16:15                                                 | >>                                                    | 16:17                                                 | 16:20                                                 | 16:30                                                 |
| 19:30                                                 | 19:39                                                 | 19:40                                                 | 19:45                                                 | >>                                                    | 19:47                                                 | 19:50                                                 | 20:00                                                 |

- El servicio de las 7:00* desde Viana de Cega solo circula en julio y agosto.
- El servicio de las 11:45* desde Viana de Cega no circula los lunes.

### Paradas
| Servicio diurno Valladolid - Laguna de Duero - Boecillo - Viana de Cega | Servicio diurno Valladolid - Laguna de Duero - Boecillo - Viana de Cega    |
| Hacia Viana de Cega                                                     | Hacia Valladolid                                                           |
| ----------------------------------------------------------------------- | -------------------------------------------------------------------------- |
| Pº Filipinos esq. pº Zorrilla                                           | C/ Iglesia                                                                 |
| Pº Arco de Ladrillo fte. c/ Transición                                  | Ctra. Las Maricas esq. c/ España                                           |
| Ctra. Madrid, 38 colegio San Agustín                                    | * Ctra. CL-600a urb. La Coronilla                                          |
| Avda. Madrid, 6 centro de salud                                         | Avda. Domingo de Soto esq. c/ Esgueva, urb. El Peregrino                   |
| Avda. Madrid, 48 fte. cañada de la Arboleda                             | Avda. Domingo de Soto esq. avda. Calderón de la Barca, urb. Pago del Nogal |
| * Ctra. N-601 (vía de servicio) fte. gasolinera, urb. Bosque Real       | Avda. Germán Gamazo y Calvo, 26 fte. c/ Nueva                              |
| Gta. Cº Laguna de Duero urb. Pago de la Barca                           | Avda. Verbena, 32 esq. c/ Hoces del Duratón                                |
| Avda. Verbena fte. 32 fte. c/ Hoces del Duratón                         | Gta. Cº Laguna de Duero urb. Pago de la Barca                              |
| Avda. Germán Gamazo y Calvo, 25 esq. c/ Nueva                           | * Ctra. N-601 (vía de servicio) gasolinera, fte. urb. Bosque Real          |
| Avda. Domingo de Soto esq. avda. Don Quijote, urb. Pago del Nogal       | Avda. Madrid, 59 esq. cañada de la Arboleda                                |
| Avda. Domingo de Soto esq. c/ Esgueva, urb. El Peregrino                | Avda. Madrid fte. 6 fte. centro de salud                                   |
| Ctra. Las Maricas esq. c/ España                                        | * Pº Arco de Ladrillo esq. c/ Transición                                   |
| C/ Iglesia                                                              | * Pº Arco de Ladrillo, 31 esq. pº Farnesio                                 |
|                                                                         | Pº Filipinos esq. pº Zorrilla                                              |

- En las paradas de Laguna de Duero no permite realizar viajes desde y hacia Valladolid, correspondientes a la línea Valladolid-Laguna del Transporte Metropolitano.
- Las paradas marcadas con asterisco se realizan a la demanda.

## Servicio nocturno
La madrugada de los domingos Boecillo y Viana de Cega mantienen su conexión con Valladolid con un recorrido ampliado hasta el centro de la capital, con una única salida de Valladolid a las 2:30 a. m. y menos paradas en el resto de la línea.

### Paradas
| Servicio Búho Valladolid - Boecillo - Viana de Cega |
| Hacia Viana de Cega                                 |
| --------------------------------------------------- |
| Pº Isabel la Católica esq. pza. Poniente            |
| Gta. Cº Laguna de Duero urb. Pago de la Barca       |
| Avda. Germán Gamazo y Calvo, 25 esq. c/ Nueva       |
| Parque Tecnológico de Boecillo                      |
| C/ Iglesia                                          |